# 링크 계층
컴퓨터 네트워킹에서 링크 계층(link layer)은 인터넷의 네트워킹 아키텍처인 인터넷 프로토콜 스위트 가운데 가장 낮은 계층이다. RFC 1122 및 RFC 1123에 기술되어 있다. 링크 계층은 호스트가 물리적으로 연결되는 링크 상에서만 운용되는 메소드, 통신 프로토콜이 모여있다. 링크는 네트워크 상의 호스트나 노드를 상호 연결하기 위해 사용되는 물리, 논리 네트워크 구성 요소이며 링크 프로토콜(link protocol)은 근거리 통신망 세그먼트나 광역 통신망 연결의 인접한 네트워크 노드 간에만 운용되는 메서드와 표준의 스위트이다.
TCP/IP와 OSI의 계층화 시맨틱 상의 차이에도 불구하고 링크 계층은 OSI 모형에서 데이터 링크 계층(2번째 계층), 물리 계층(1번째 계층)의 결합으로 설명되기도 한다. 그러나 TCP/IP의 계층들은 운용 범위(애플리케이션, 호스트 대 호스트, 네트워크, 링크)의 설명이지, 운용 절차, 데이터 시맨틱, 네트워크 기술의 세부 규정은 아니다.
RFC 1122는 이더넷, IEEE 802 등의 근거리 통신망 프로토콜의 전형적인 예가 되며 점대점 프로토콜(PPP) 등의 프레이밍 프로토콜들은 링크 계층에 속한다.

## IETF  표준
- RFC 1122, "Requirements for Internet Hosts -- Communication layers," IETF, R. Braden (Editor), October 1989
- RFC 1123, "Requirements for Internet Hosts -- Application and Support," IETF, R. Braden (Editor), October 1989
- RFC 893, "Trailer Encapsulations," S. Leffler and M. Karels, April 1984
- RFC 826, "An Ethernet Address Resolution Protocol," D. Plummer, November 1982
- RFC 894, "A Standard for the Transmission of IP Datagrams over Ethernet Networks," C. Hornig, April 1984
- RFC 1042, "A Standard for the Transmission of IP Datagrams over IEEE 802 Networks," J. Postel and J. Reynolds, February 1988
- RFC 2740, "OSPF for IPv6", R. Coltun, et al., December 1999

## 같이 보기
- 주소 결정 프로토콜
- 반송파 감지 다중 접속 및 충돌 탐지
- 데이터 링크 계층
- 이더넷